# Ронцхаймер, Пауль
Пауль Ронцхаймер (нем. Paul Ronzheimer, род. 26 июля 1985 , Аурих, ФРГ) — немецкий журналист, публицист. Заместитель главного редактора газеты Bild и ведущей телеканала Bild TV. До недавнего времени  единственный немецкий военный корреспондент, аккредитованный на Украине.

## Биография
Вырос в Восточной Фризии. После окончания гимназии и прохождения стажировки в редакции газеты Emder Zeitung работал там с 2005 года редактором. В 2008 году поступил в Академию Акселя Шпрингера и в 2009—2011 годах работал парламентским корреспондентом газеты Bild в Берлине. С 2012 года был главным репортером политического отдела и освещал в основном события, связанные с войнами, конфликтами и кризисами. Писал статьи и репортажи из Греции, Украины (о войне в Донбассе), Ливии (о свержении режима Муаммара Каддафи), Турции, Сирии (о боях за Кобани), Афганистана и Ираке.
С 2019 года работает заместителем главного редактора газеты Bild. С августа 2021 года также регулярно появляется на телевидении в качестве ведущего Bild-TV.

## Война на Украине
Пауль Ронцхаймер стал военным корреспондентом в Киеве в феврале 2022 года после российского вторжения на Украину. В марте 2022 года он взял эксклюзивные интервью у президента Украины Владимира Зеленского, а также у братьев Кличко.
Как аккредитованный журналист Ронцхаймер ведет репортажи непосредственно c Украины из находящихся под российским обстрелом регионов или с фронта. 22 июня 2022 года он и его гпуппа попали под обстрел в Лисичанске. При этот никто не пострадал.

## Оценки
В мае 2022 года еженедельник Die Zeit назвал Ронцхаймера одним из «известнейших в мире военных репортеров». В том же году накануне вручения Немецкой телевизионной премии многие обозреватели раскритиковали тот факт, что, несмотря на большой объем репортажей Ронцхаймера и широкую волну отзывов, его имя не попало в краткий список премии: «Ни один репортер не был на российско-украинской войне так долго и так близко, как он. Журналист Bild плакал вместе с братьями Кличко, был на фронте с Зеленским. Вопрос в том, как завоевать доверие и сохранять необходимую дистанцию».

## Премии
- 2011 — Медиа-премия имени Герберта Квандта (Herbert Quandt Medien-Preis) за серию статей из пяти частей «Секретные файлы Греции»
- 2016 — премия имени Акселя Шпрингера за репортаж о путешествии четырех сирийцев через несколько стран в Германию во время кризиса беженцев в 2015 году, которых он сопровождал и передавал в режиме реального времени с помощью App Periscope.
- 2022 — Орден «За заслуги» III степени (4 ноября 2022 года, Украина) — за весомый личный вклад в укрепление межгосударственного сотрудничества, поддержку государственного суверенитета и территориальной целостности Украины, популяризацию Украинского государства в мире[6].
- 2022 — профессиональный журнал Medium Magazin избрал Ронцхаймера «журналистом года».